# Ortelec
Ortelec (în maghiară Vártelek) a fost o localitate situată în județul Sălaj, în partea nord-vestică a municipiului Zalău, Transilvania, România. Astăzi, odată cu urbanizarea, acesta a fost înglobată în suprafața teritorială a orașului sub formă de cartier. Ortelecul este format din 3 regiuni numite de sateni: Capat, Centru si Pusta. Este desemnat cartier a Zalaului din anul 1945, pana atunci apartinand de comuna Mirsid.
Istorie:
A fost atestat documentar pentru prima oară în anul 1411, sub numele de Varteleke. Alte atestări documentare au fost făcute în anii 1423 (villa olachalis Vartelek), 1437 (Warthelek), 1475 (Varthelek), 1543 (Wartelek), 1548(Wartheleke), 1733 (Ortelec), 1750 (Vartelek), 1850 (Vartyelek), 1854 (Vartelek).
Numele localității provine de la cetatea care s-a aflat în zonă, și înseamnă în limba maghiară „domeniul cetății”, de la cuvintele ungurești „var” (cetate) și „telek” (grădină, domeniu).
De la 1 iunie 1945 este cartier al municipiului Zalău.